# Pons II de Traînel
Pons II de Traînel (né vers 1080, † après 1146), dit le Jeune est héritier de la seigneurie de Traînel et de Pont-sur-Seine, en Champagne, avant de devenir moine, probablement pour expier ses fautes. Il est le fils de Garnier Ier de Traînel, seigneur de Traînel.

## Biographie
Pons apparait dans l'entourage du comte de Champagne Hugues dès l'an 1100 où il apparaît comme témoin d'une donation de ce comte à l'abbaye Saint-Loup de Troyes,.
Entre 1104 et 1108, son père Garnier Ier accompagne le comte de Champagne Hugues en croisade en terre sainte et laisse ses terres entre les mains de son fils aîné qui prend alors provisoirement le titre de seigneur de Traînel et de Pont.
En 1106, il enlève et épouse de force Mathilde de la Ferté-Milon, fille d’Hugues Le Blanc, seigneur de la Ferté-Milon, et d'Helvide de Soissons, alors fiancée à Galeran de Senlis, chambrier du roi. Ce mariage sera annulé en 1106 par l’évêque Brunon, légat du pape, et Mathilde de la Ferté-Milon épousera par la suite Hervé II de Donzy,.
Pons se fait ensuite moine à l'abbaye de Preuilly, probablement volontairement pour expier son crime, à moins qu'il ne s'agisse d'une relégation afflictive dans un monastère à la suite de son forfait. C'est donc son frère puîné, Anseau, qui devient seigneur de Traînel.
C'est probablement à cette époque que Pont-sur-Seine est réuni au comté de Champagne, sans qu'il soit pour autant établi un rapport direct avec l'affaire du rapt commis par Pons.

## Mariage et enfants
Outre son mariage annulé avec Mathilde de la Ferté-Milon, Pons n'a pas eu d'union ni de postérité connues.

## Confusion historique
Plusieurs historiens du XIXe siècle ont estimé que c'est Pons qui a accompagné le comte de Champagne Hugues en croisade en Terre sainte entre 1104 et 1108. Toutefois, l'historien Edouard de Saint Phalle affirme que le croisé est plutôt son père, qui aurait ainsi laissé ses terres entre les mains de son fils aîné, ce dernier prenant alors provisoirement le titre de seigneur de Traînel et de Pont, et épousant de force Mathilde de la Ferté-Milon pendant l'absence paternelle.